# Jack Howard (Sprinter)
Jack Howard (* 21. Juli 1981 in Weno) ist ein ehemaliger mikronesischer Sprinter.

## Biografie
Jack Howard nahm an den Olympischen Sommerspielen 2008 Peking teil. Im Rennen über 100 Meter schied er jedoch im Vorlauf aus.
Sein Zwillingsbruder John war ebenfalls Sprinter und startete bei den Olympischen Sommerspielen 2004 in Athen und 2012 in London.